# Tiếng Khakas
Tiếng Khakas (Хакас тілі, Xakas tili) là một ngôn ngữ Turk được nói bởi người Khakas, một nhóm dân tộc chủ yếu sống ở Cộng hòa Khakassia trực thuộc Liên bang Nga. Có khoảng 73.000 người Khakas, trong đó 42.000 người nói tiếng Khakas. Hầu hết những người nói ngôn ngữ này hiểu được tiếng Nga.
Theo truyền thống, tiếng Khakas được chia thành nhiều phương ngữ có liên quan chặt chẽ, lấy tên từ các bộ tộc khác nhau: Sagay, Kacha, Koybal, Beltir và Kyzyl. Trên thực tế, những cái tên này đại diện cho các đơn vị hành chính cũ hơn là các nhóm bộ lạc hoặc ngôn ngữ.

## Lịch sử
Các bản ghi chép sớm nhất về tiếng Khakas có từ giữa thế kỷ 19. Nhà ngôn ngữ học Phần Lan Matthias Castrén, người đã đi qua các khu vực Bắc và Trung Á từ năm 1845 đến năm 1849, đã viết một chuyên luận về phương ngữ Koybal và ghi lại một sử thi của nó. Wilhelm Radloff đã đi qua nhiều vùng ở phía nam Siberia từ năm 1859 đến năm 1870. Ông đã đưa kết quả nghiên cứu của mình vào một từ điển bốn tập và một bộ mười tập các văn bản Turk. Radloff cũng có các tài liệu tiếng Khakas kèm theo bản dịch tiếng Đức. Tập thứ chín, kèm theo bản dịch tiếng Nga, được soạn bởi Katanov, học trò của Radloff, là người thuộc bộ lạc Sagay.
Tiếng Khakas chỉ thực sự phát triển sau Cách mạng Nga năm 1917, dựa trên các phương ngữ của nó là Sagay và Kacha.
Năm 1924, bảng chữ cái Kirin được sử dụng để viết tiếng Khakas, nhưng bị thay thế bởi chữ Latinh năm năm sau đó. Một hệ chữ Kirin mới bắt đầu được dùng vào năm 1939.
Năm 2012, một đoàn thám hiểm Enduring Voices đã ghi chép về ngôn ngữ Xyzyl ở Cộng hòa Khakassia. Mặc dù Xyzyl được công nhận chính thức là một phương ngữ của tiếng Khakas, nhưng những người nói tiếng này vẫn tự coi đây là một ngôn ngữ riêng biệt.

## Phân loại
Tiếng Khakas là một phần của nhóm Nam Xibia thuộc ngữ hệ Turk, bao gồm các ngôn ngữ Shor, Chulym, Tuva, Tofa và Altai. Ngôn ngữ của người Yugur ở Cam Túc và tiếng Kyrgyz Fuyu của một nhóm nhỏ người Mãn Châu cũng có một số điểm tương đồng với các ngôn ngữ Nam Xibia. Tiếng Khakas cũng là một phần của một khu vực ngôn ngữ rộng lớn hơn bao gồm các ngôn ngữ Nam Samoyed Kamassia và Mator.

## Âm vị học
|      | Trước         | Trước         | Sau           | Sau           |
| ---- | ------------- | ------------- | ------------- | ------------- |
| Đóng | и [i] ии [iː] | ӱ [y] ӱӱ [yː] | ы [ɯ] ыы [ɯː] | у [u] уу [uː] |
| Giữa | е [e] ее [eː] | ӧ [ø] ӧӧ [øː] |               | о [o] оо [oː] |
| Mở   |               |               | а [a] аа [aː] |               |

|          |           | Môi   | Răng  | Bên   | Vòm    | Ngạc mềm |
| -------- | --------- | ----- | ----- | ----- | ------ | -------- |
| Tắc      | vô thanh  | п [p] | т [t] |       |        | к [k]    |
| Tắc      | hữu thanh | б [b] | д [d] |       |        | г [ɡ]    |
| Xát      | vô thanh  | ф [f] | с [s] |       | ш [ʃ]  | х [x]    |
| Xát      | hữu thanh | в [v] | з [z] |       | ж [ʒ]  | ғ [ɣ]    |
| Tắc xát  | vô thanh  |       |       |       | ч [tʃ] |          |
| Tắc xát  | hữu thanh |       |       |       | ӌ [dʒ] |          |
| Mũi      | Mũi       | м [m] | н [n] |       |        | ң [ŋ]    |
| Lỏng     | Lỏng      |       | р [r] | л [l] |        |          |
| Tiếp cận | Tiếp cận  |       |       |       | й [j]  |          |

## Chữ viết
Bảng chữ cái Latinh:
| A a | B b | C c | Ç ç | D d | Ə ə | F f | G g |
| Ƣ ƣ | I i | Į į | J j | K k | L l | M m | N n |
| Ņ ņ | O o | Ɵ ɵ | P p | R r | S s | Ş ş | T t |
| U u | V v | X x | Y y | Z z | Ƶ ƶ | Ь ь |     |

Bảng chữ cái Kirin:
| А а | Б б | В в | Г г | Ғ ғ | Д д | Е е | Ё ё |
| Ж ж | З з | И и | Й й | І і | К к | Л л | М м |
| Н н | Ң ң | О о | Ӧ ӧ | П п | Р р | С с | Т т |
| У у | Ӱ ӱ | Ф ф | Х х | Ц ц | Ч ч | Ӌ ӌ | Ш ш |
| Щ щ | Ъ ъ | Ы ы | Ь ь | Э э | Ю ю | Я я |     |